# Antodynerus effosoides
Antodynerus effosoides är en stekelart som beskrevs av Giordani Soika 1989. Antodynerus effosoides ingår i släktet Antodynerus och familjen Eumenidae. Utöver nominatformen finns också underarten A. e. aequus.